# Lokale Omroep Spakenburg
De Lokale Omroep Spakenburg (LOS) was de lokale omroep voor Bunschoten-Spakenburg en omstreken. De LOS was digitaal, analoog en via de ether te ontvangen. De omroep beschikte over een radio- en een televisiezender. In 2023 is de LOS opgegaan in streekomroep Eemland1.
De omroep was als illegale zender 'Vrije Radio Spakenburg' begonnen. In 1990 werd een legale status verkregen. De eerste uitzendingen werden gemaakt vanuit het van de gemeente gehuurde Museumcafé De Korporaal, dat al snel te klein was. Toen in 1995 naar de Zuidwenk werd verhuisd was er de televisie bij gekomen. In 2003 trok de LOS haar aanvraag voor een apart TV kanaal in, en bleef samenwerken met kabelkrant 'De Bunschoter'. De omroep was sinds 2018 gevestigd op het adres Bikkersweg 3 in Bunschoten. Het 25-jarig jubileum werd in het eerste weekend van oktober 2016 gevierd met een speciale marathonuitzending. In 2006 moest een radiopresentator de uitzending tijdelijk staken, toen een verwarde man de studio binnendrong en met een breekijzer op de apparatuur insloeg.  In 2018 constateerde het Stimuleringsfonds voor de Journalistiek dat de zender nauw verweven was met de politiek. Zo presenteerden raadsleden van ChristenUnie en VVD er jarenlang programma’s, en was een raadslid voor de Christelijke Arbeiders Partij (CAP) presentator van praatprogramma BU1 Politiek.

## Samenwerking in een Streekomroep
Vanuit de overheid werd aangedrongen op regionale samenwerking om te komen tot een omroep met een verzorgingsgebied van 100.000 inwoners. Doel was om door schaalvergroting te komen tot gezamenlijke producties en ondersteuning op journalistiek, technisch en bestuurlijk gebied. Ook het door VNG en OLON/NLPO gesloten convenant was gericht op het ontstaan van een streekomroep Radioprogramma’s van de LOS werden dan ook uitgezonden door Het Muziekmuseum. De LOS zocht daarom al sinds 2014 samenwerking met omliggende lokale omroepen als Radio Soest, RTV Baarn en Mediagroep EVA (Amersfoort). Eind december 2020 werd de 'Stichting Streekomroep Eemland 1' opgericht, naast de LOS bestaande uit de lokale omroepen in Amersfoort en Leusden (EVA), Baarn (RTV Baarn) en Soest (Radio Soest). Eemland 1 is onderdeel van de 'Stichting Nederlandse Lokale Publieke Omroepen' (NLPO). In maart 2021 werd een zendmachtiging aangevraagd voor Eemland1.